# 国家法西斯党国家体育场
国家法西斯党国家体育场（義大利語：Stadio Nazionale PNF）是曾坐落于意大利王国罗马的多用途体育场，建于1911年，时称国家体育场（Stadio Nazionale），1928年翻新并冠以国家法西斯党之名。该体育场于1934年世界杯足球赛期间承办了3场足球比赛（赛事共17场），包括1934年6月10日意大利国家足球队对阵捷克斯洛伐克国家足球队的决赛。1953年，该体育场被拆除。1957年，弗拉米尼奥体育场新建于此地。